# Abdelhaq Fennich
Pour les articles homonymes, voir Fennich.
Abdelhaq Fennich (?-mort en 1766) est un Pacha de Salé de 1738 à 1757. Il est notamment connu pour avoir restauré et fortifié les anciens remparts de la ville de Salé.
Une allée porte son nom à Rabat. Il est le père du diplomate Tahar Fennich.

## Biographie

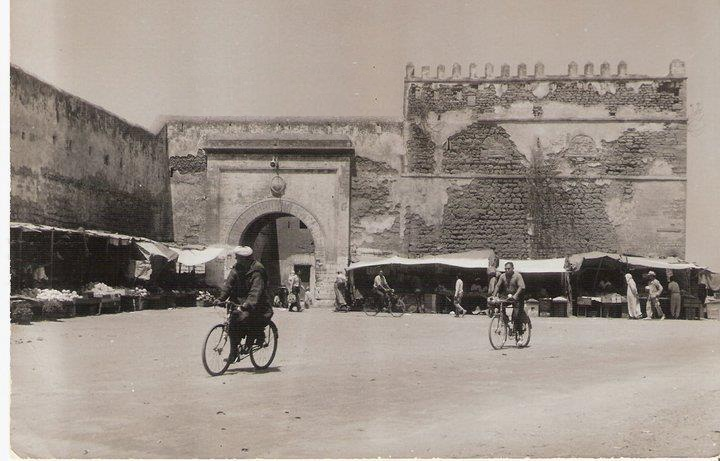
Borj Bab Sebta en 1940

Abdelhaq Fennich appartenant à grande et ancienne famille de Salé d'origine andalouse, fut un puissant Pacha de sa ville natale. Il est connu pour avoir construit en 1738 Borj Bab Sebta (Porte de Ceuta); une tour fortifiée d'où il gérait les affaires de la ville.
En 1709, le sultan Moulay Ismail érige à la sortie de la médina de Salé, près de Sidi Moussa en face de la mer la Kasbah des Gnaouas où il place le "Jich Abid El-Boukhari" (Gardes noire d'esclaves originaires du Soudan occidental) pour protéger les côtes de Rabat et Salé contre les tentatives de pénétration et d'occupations étrangères. On reprocha à ces derniers des libertés avec l'honneur et la vertu de femmes, alors cette inconduite provoqua une violente réaction de la part des habitants. Un jour, une fille de la famille du Pacha est violée par un abid. Abdelhaq Fennich furieux, compte racheter l'honneur de sa proche et attaque la Kasbah, la détruit en éliminant la garde noire du Sultan qui comprend son geste. La Kasbah des Gnaouas était un petit village fortifié avec un camp militaire, des hammams et une mosquée. Elle est aujourd'hui en ruine.
Il a aussi exilé la famille Zniber qui avait perdu l'un de ses membres dans le cadre d'une rivalité. Le Sultan, au courant de l'acte, démit le Pacha de ses fonctions et accorde aux Zniber le droit de se venger, mais ne l'utilisa pas, ne désirant pas faire périr d'autres Salétins.